# فيليكس فيرنستروم
فيليكس فيرنستروم هو متزلج جماعي سويدي، ولد في 31 أغسطس 1916، وتوفي في 11 مارس 1991.

## وصلات خارجية
- فيليكس فيرنستروم على موقع أوليمبيديا (الإنجليزية)
- فيليكس فيرنستروم على موقع اللجنة الأولمبية السويدية (السويدية)